# Álomfogó-regények
Az Álomfogó-regények Böszörményi Gyula író, újságíró meseregény-sorozata. A regény nem a nyugati kultúrák mese- és mondavilágára, hanem a honfoglalás előtti magyar mitológiára épül. Népmeséink elemeit használja fordulatos, a mai gyerekek által is élvezhető, modern stílusban.

## A Gergő és az álomfogók története
A főszereplő Réti Gergő, egy teljesen átlagos budapesti srác. Egyetlen különleges tulajdonsága, hogy néha túl elevenek az álmai és rendszeresen felbukkan bennük egy kölyökfarkas. Nyugalmas, főként a számítógép  előtt töltött mindennapjait felborítja anyja bejelentése: az egész család utazik a Révülők Találkozójára a Bagoly-bükki-völgybe.
A völgyet ellepték a vajákosok, táltosok, sámánok, kuruzslók, dobolók, garabonciások, mágusok és varázslók a világ minden tájáról, hogy összegyűljenek és ünnepeljenek. Ám  a Gonosz is készülődik, a Kilenc Jurta Szövetsége meggyengülni látszik, és ahogy ez már lenni szokott: Gergőnek kell megmenteni a révülők világát az összeomlástól.

## AzÁlomfogókfogadtatása
A könyv éber (varázstalan) gyerekek tízezreit varázsolta el. Olvassák gyerekek és felnőttek egyaránt, s különösen népszerű a pedagógusok, könyvtárosok körében. Ennek köszönhetően már több iskolában kötelező olvasmánnyá vált.
2007-ben a kötet Greg und die Traumfänger címmel elindult meghódítani Németországot.

## Díjak
- Körtemuzsika díj (az Év Legjobb Gyermekkönyve a gyerekek szavazatai alapján) a Gergő és az álomfogókért 2003-ban
- Év Gyermekkönyve díj a Gergő-könyvekért 2003-ban
- Közművelődésért díj (Tiszakécske város önkormányzata adományozta 2006. augusztus 20-án)
- József Attila-díj (2007. március 15.)
- Díszgyűrű (Bács-Kiskun Megyei Közgyűlés Elnökének különdíja munkásságáért, 2007. augusztus 20.)

## Jurták
- Vajákosok Jurtája
- Vadászok Jurtája
- Sámánok Jurtája
- Dobolók, Táncosok Jurtája
- Boszorkányok Jurtája
- Varázslók Jurtája
- Garabonciások Jurtája
- Ősök Jurtája
- Álomlények Jurtája
- Tündérek Jurtája
- Hetek   Jurtája

## Részei

### Gergő-regények
- Gergő és az álomfogók, Magyar Könyvklub, 2002
- Gergő és a bűbájketrec, Magyar Könyvklub, 2003
- Gergő és a táltosviadal, Magyar Könyvklub, 2004
- Gergő és az álomvámpírok I., Jonathan Miller Kiadó, 2005
- Gergő és az álomvámpírok II., Könyvmolyképző Kiadó, 2006

- Julius Bessermann – Greg und die Traumfänger, Schenk Verlag, Passau, 2007

### Zsófi-regények
- Zsófi és az elnévtelenedett falu, Jonathan Miller Kiadó, 2005
- Zsófi és a boszorkánypláza, Jonathan Miller Kiadó, 2005
- Zsófi és az ősboszorkány, Könyvmolyképző Kiadó, 2008 (Zsófi I + Zsófi II + Zsófi és a Dalnok)

### Monyákos Tuba-történetek
- Monyákos Tuba a lidérc árvák fészkében - Könyvmolyképző Kiadó, 2007
- Monyákos Tuba és a csatornalidércek - Könyvmolyképző Kiadó, 2008
- Monyákos Tuba és a Tűzhangya-sámán - Könyvmolyképző Kiadó, 2010

### Egyéb, ami a világban játszódik
- Rúvel hegyi legenda (felújítás) – Beholder Kiadó, 2005
- A Bolhedor lovagjai (felújítás) – Beholder Kiadó, 2007